# Graf DK 20

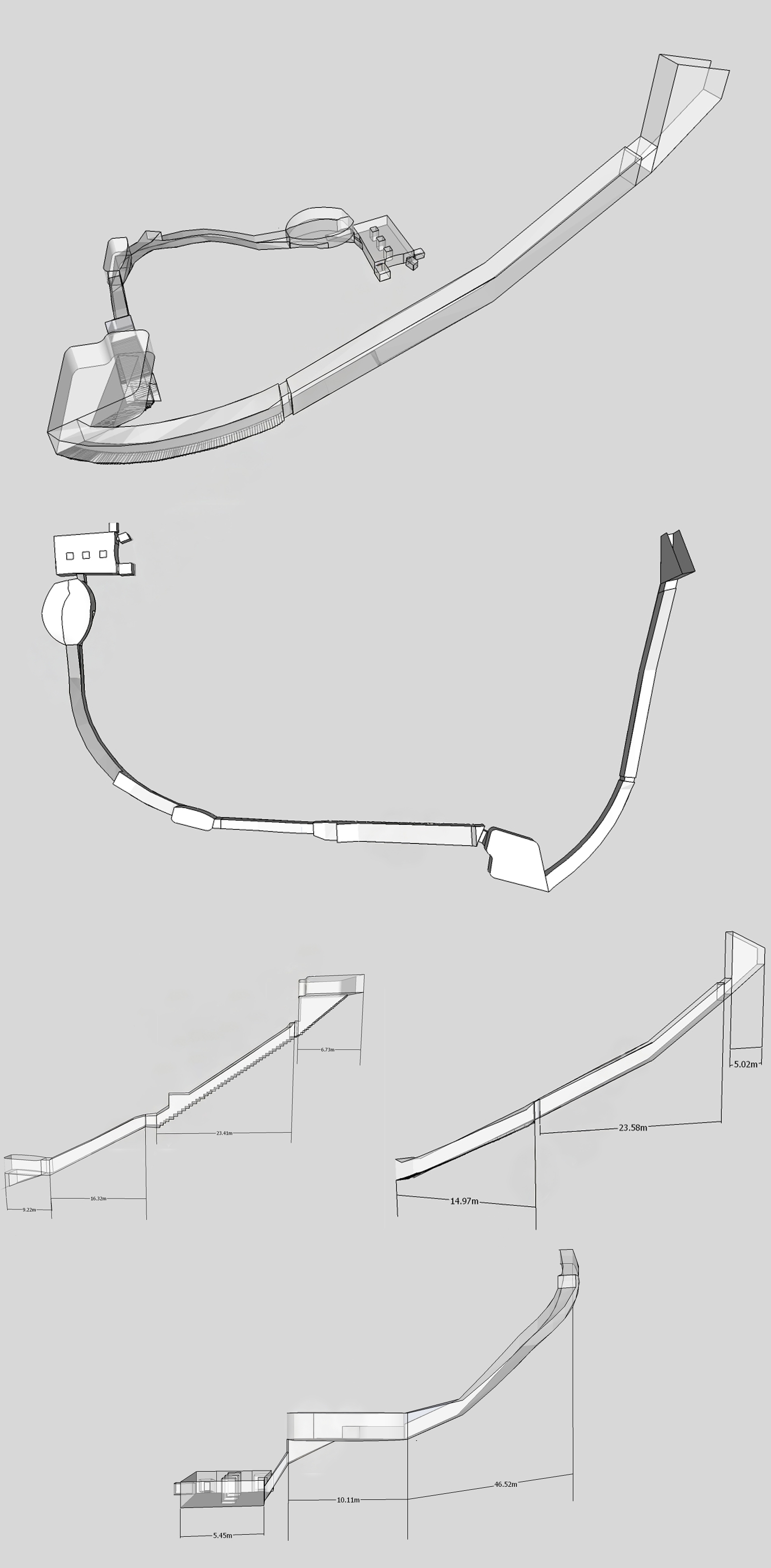
Schematische weergave van graf DK 20

Graf DK 20 is een graf uit de Vallei der Koningen. Het graf, daterend uit de 18e dynastie, is mogelijk het eerste graf in de vallei en werd ontdekt door Giovanni Battista Belzoni vóór 1799. Later werd het onderzocht door James Burton in 1828 en uiteindelijk grondig beschreven door Howard Carter in 1903. Het is de oorspronkelijke begraafplaats van Hatsjepsoet en haar vader Thoetmosis I.
Het graf heeft hallucinante afmetingen: 4,53 meter hoog, 7,17 meter breed en 210,32 meter lang. Het heeft een vrij ongewone vorm: een uitgerekte U. Bovendien daalt het via trappen tot 97 meter naar beneden. Het lichaam van Thoetmosis I is door Thoetmosis III naar DK 38 gebracht. Het lichaam van Hatsjepsoet was niet geïdentificeerd tot juli 2007, toen bleek dat een van de twee vrouwelijke mummies uit DK 60 na DNA-tests Hatsjepsoet bleek te zijn.